# Long Island Sound
Long Island Sound je morski preliv med otokom Long Island in celinskim Connecticutom na severu. Preliv je dolg 145 kilometrov, širok pa je od 5 do 32 km. V preliv se pri Old Saybrooku izliva reka Connecticut River.
V prelivu je več manjših otokov, predstavlja pa tudi plovno pot , saj ga na zahodu Vzhodna reka povezuje z Newyorškim zalivom.